# Тронто
Тро́нто (итал. Tronto, лат. Truentus, Труент) — река в Италии.
Берёт начало в горном районе делла Лага Монти близ границы между регионами Лацио и Абруцци на территории первого, границу затем пересекает северо-восточнее. Течёт по гористой местности, затем выходит на открытую. Впадает в Адриатическое море у Порта-д’Асколи, недалеко от Сан-Бенедетто-дель-Тронто. Направление течения сперва на север, затем на северо-восток и восток.
Длина — 115 км. Площадь водосборного бассейна — 1192 км². Крупнейший приток — Кастеллано (длина 45 км), после его впадения русло реки сильно меандрирует. Судоходна для небольших судов. Средний расход воды около 17 м³/с.